# Samariakloof

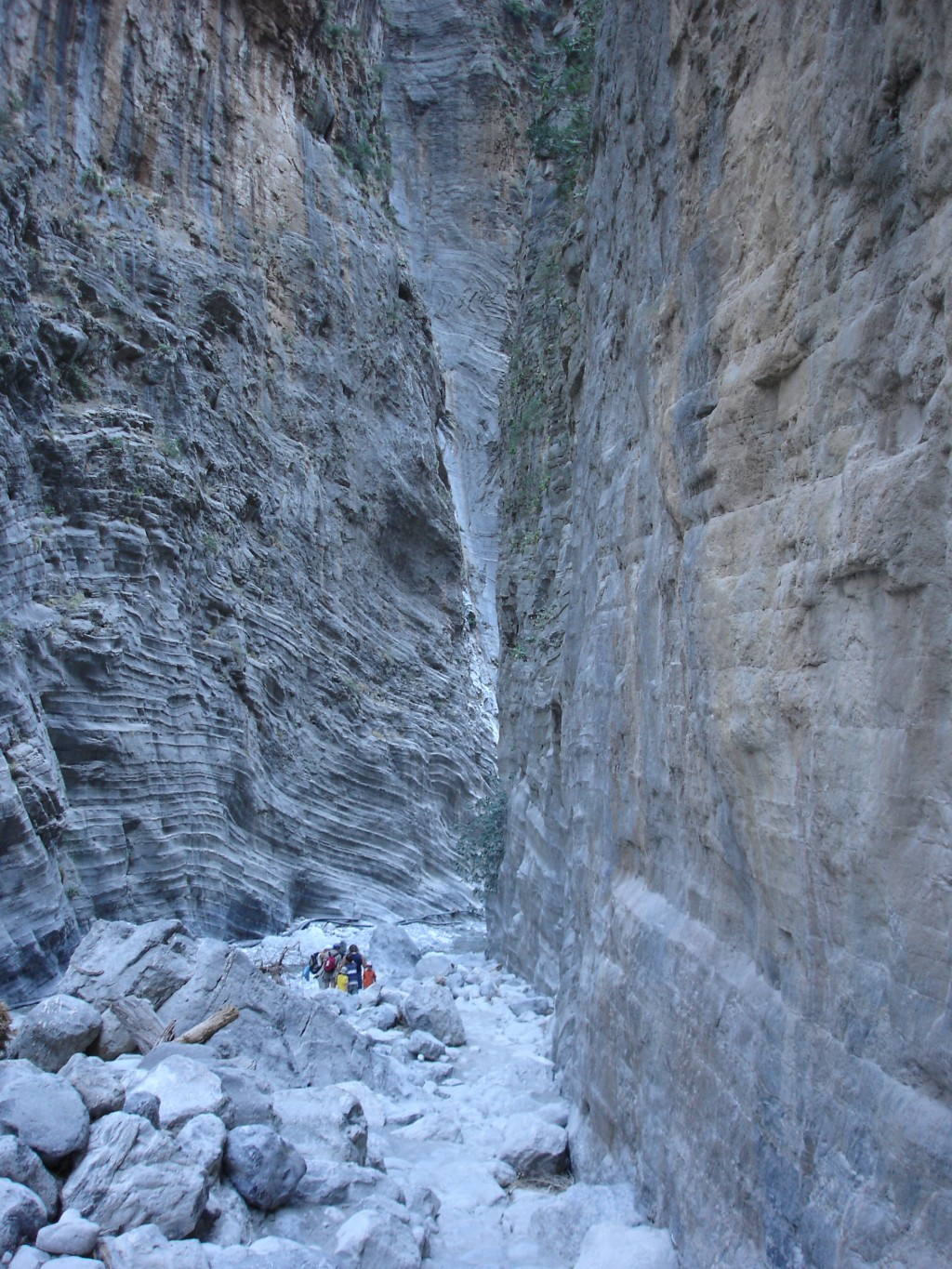
De kloof

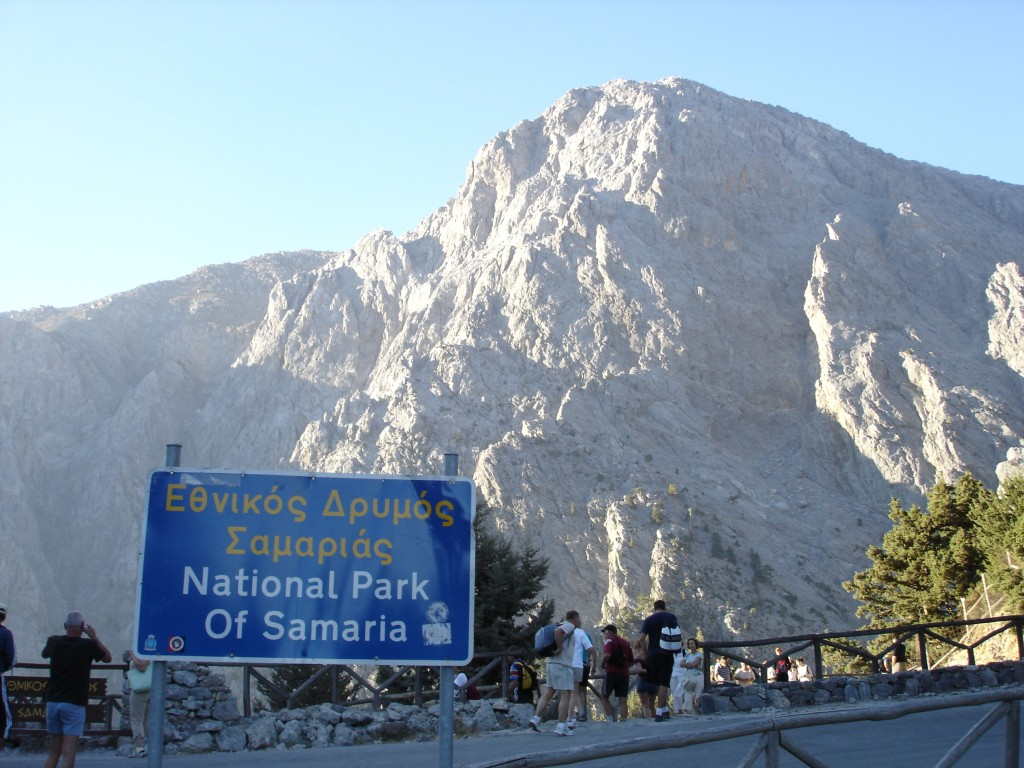
Ingang park

De Samariakloof (Grieks: Φαράγγι Σαμαριάς) is een kloof op het Griekse eiland Kreta. Sinds 1962 is het een nationaal park. De engte ligt in het gebergte Lefka Ori en is zestien kilometer lang. 
Op sommige plaatsen zijn de wanden 500 meter hoog, terwijl op het smalste punt de wanden slechts vier meter uit elkaar liggen. Het smalste punt wordt ook wel de IJzeren Poort genoemd (in het Grieks 'Sideroportes'). Het begin van de kloof bevindt zich op 1250 meter hoogte, in de buurt van het dorp Omalos. De Samariakloof komt uit in de Libische Zee, bij het plaatsje Agia Roumeli.

## Geschiedenis
In 1962 is het gebied van de Samariakloof uitgeroepen tot nationaal park omdat er bijzondere planten groeien en zeldzame dieren leven, zoals de bedreigde Kri-Kri-geit. In de kloof ligt het dorpje Samaria, dat sinds 1965 niet meer wordt bewoond. Tussen de huisjes en ruïnes wandelen de Kri-Kri's ook vandaag de dag soms nog rond.
Ook vindt men in de kloof enkele kleine Byzantijnse kapelletjes, onder andere gewijd aan de Heilige Nicolaas en Jezus Christus, vaak in de buurt van een waterbron. Rondom deze bronnen (in totaal negen voortdurend stromende kranen) zijn rustplaatsen gebouwd, die op hun beurt vaak de naam van de kapel of nederzetting dragen.

## Geologie
Tot 25 miljoen jaar geleden lag Kreta, net als vele andere latere Griekse eilanden, onder water in de restanten van de Tethyszee tussen Europa en Afrika. Gedurende miljoenen jaren werd er in tropische omstandigheden kalksteen afgezet. Omdat Afrika richting Europa schoof was het Middellandse Zeegebied onderhevig aan hevige tektonische activiteit. Hierdoor ontstonden eilanden, waaronder Kreta. Vanaf het begin was het eiland onderhevig aan erosie. Verschillende rivieren erodeerden de kalksteenafzettingen en baanden zich door valleien een weg naar zee. Door de tektonische krachten werd het noordelijke deel van het eiland tijdens het Plioceen omhoog gestuwd waardoor het hoogteverschil met de zee veel groter werd en de valleien erodeerden tot kloven. Een van deze kloven was de Samariakloof. IJswerking tijdens de ijstijden en karstwerking tijdens het Kwartair versnelden het proces van kloofvorming.

## Toerisme
In de zomermaanden (afhankelijk van de gesteldheid van het weer) is de kloof open. Als men door de daadwerkelijke kloof wandelt, loopt men in feite op de plaats waar in de wintermaanden de (naamloze) rivier stroomt. In de winter is de kloof dan ook onbegaanbaar en dus gesloten.
In de zomermaanden wordt de Samariakloof dagelijks door duizenden toeristen bezocht. De ingang van de kloof is op de Omaloshoogvlakte, op ongeveer 1250 meter hoogte. In de eerste drie kilometer van de wandeltocht wordt ongeveer 750 meter gedaald over een in de rotsen gehakt pad dat vrij steil naar beneden loopt. Het pad heeft vele houten treden en een houten hek en heet daarom Houten Trap (in het Grieks 'Xyloskala'). De tocht van ongeveer zestien kilometer (waarvan dertien kilometer door de kloof) wordt doorgaans in circa vier tot zes uur afgelegd en eindigt in het kustplaatsje Agia Roumeli. Vanaf daar varen boten naar Chora Sfakion en Paleochora. Het is ook mogelijk met een boot naar Agia Roumeli te varen en vanuit daar de Samariakloof in te lopen.

## Langste kloof
De Samariakloof wordt door velen de grootste en langste kloof van Europa genoemd en is daardoor een populaire dagtrip op Kreta. Echter, de Tarakloof in Montenegro is ruim 78 km lang en de Franse Gorges du Verdon is ruim 20 kilometer lang. De zeer moeilijk begaanbare Tripitikloof, die ten westen van de Samariakloof loopt, is ongeveer net zo lang als zijn veel populairdere evenknie.